# Skriptorij
Skriptorij (latinsko scriptorium) je bil v srednjem veku prostor, zlasti v samostanih, za pisanje ali prepisovanje rokopisov (dobesedno prostor za  pisanje), v katerem so ročno pisali, prepisovali in ilustrirali sveta in profana besedila. V znanstveni literaturi se skriptorij uporablja tudi kot sinonim ustvarjalnih programov pisanja in za opredelitev porekla izdelkov: »rokopis iz skriptorija ...«.
Večina skriptorijev je bila sestavni del samostanov, bilo pa je tudi nekaj posvetnih delavnic pisanja, največ v 14./15. stoletju, saj se je povpraševanje po knjigah povečalo. Samostanski skriptoriji so delali predvsem v zgodnjem srednjem veku skoraj izključno za potrebe lastne institucije ali aristokratov.
Mnoga dela grške in rimske književnosti so ohranjena, zahvaljujoč prepisovalskim aktivnostim srednjeveških samostanov.
Z izumom tiska s premičnimi črkami, je bila kultura skriptorijev skoraj v celoti nadomeščena s tipografijo.

## Različni skriptoriji

### V Bizancu
Po padcu Zahodnega rimskega cesarstva so v bizantinskem ali vzhodnem rimskem cesarstvu goreče gojili učenje: v vsej svoji zgodovini so bili številni samostanski skriptoriji odprti za svetopisemske/evangeljske iluminacije in skupaj s kopirnicami so kopirali številne klasične in helenistične tekste stoletja pred zahodom. Dokumenti, kot so tisti v meniški skupnosti na gori Atos, kažejo, da je samostan izdeloval vse vrste iluminacij.

### Kasiodorov skriptorij v Vivariju
Samostan Viarij, zgrajen v drugi četrtini 6. stoletja pod nadzorom Kasiodora, v južni Italiji, je vseboval namensko zgrajen skriptorij, ker se je zavestno poskušalo zbirati, kopirati in ohranjati besedila.
Kasiodorov opis skriptorija kaže, da so izdelovali in hranili oljenke, imeli sončno in vodno uro. Skriptorij naj bi vseboval tudi mize za menihe, da so lahko sedeli in kopirali besedila, kot tudi potrebne črnilnike, nože za izdelavo peres in peresa. Kasiodor je ustanovil tudi knjižnico, kjer je, na koncu rimskega imperija, poskušal latinske bralce učiti grščine in ohraniti besedila, tako sveta kot posvetna, za prihodnje generacije. Kot neuradni knjižničar je Kasiodor zbral večje število rokopisov, pisal tudi razprave, namenjene poučevanju svojih menihov v ustrezni uporabi besedil. Na koncu pa je bila knjižnica iz Vivarija razpršena in izgubljena, čeprav je bila dejavna še okoli leta 630.

### Benediktinski skriptorij
Kasiodorov sodobnik, Benedikt Nursijski, je tudi dovolil svojim menihom brati dela poganov v samostanu, ki ga je ustanovil na Monte Cassinu leta 529. Z vzpostavitvijo knjižnice tu se je začela tradicija benediktinskih skriptorijev, kjer so kopirali besedila ne samo za dejansko potrebo delovanja skupnosti, ampak je služilo tudi kot delo za roke in misli v prostem času in s tem proizvodnjo dragocenih izdelkov. Sveti Hieronim je izjavil, da bi lahko bili izdelki skriptorija vir prihodka za samostanske skupnosti, vendar je Benedikt opozoril: »Če obstajajo kvalificirani delavci v samostanu, naj delajo svojo umetnost v vsej ponižnosti«.
V zgodnjih benediktinskih samostanih je bil prostor za pisanje dejansko koridor, odprt proti osrednjemu štirikotniku samostana. V prostoru je bilo lahko približno dvanajst menihov, ki so bili zaščiteni samo s steno za njimi in obokom zgoraj. Samostani zgrajeni kasneje v srednjem veku so postavili skriptorij v notranjosti, v bližini kuhinje ali poleg calefaktorija (prostor z ognjiščem). Toplota v poznejših skriptorijih je služila kot spodbuda menihom za voljo do dela prepisovanja besedil (ker je bil samostan neogrevan).
Znamenit benediktinski »načrt sv. Galla« (danes ohranjena v samostanski knjižnici v Sankt Gallenu) je srednjeveški načrt idealiziranega samostana iz 819-826 in kaže skriptorij in knjižnico v severovzhodnem vogalu glavnega telesa cerkve; to se ne odraža v dokazih o ohranjenih samostanov. Čeprav namen načrta ni znan, jasno kaže, da je bilo zaželeno imeti skriptorij znotraj širšega kompleksa samostanskih struktur na začetku 9. stoletja.

### Cistercianski skriptorij
Za skriptorije cistercijanskega reda se zdi, da so bili podobni benediktinskim. Matični samostan Citeaux, eden od najbolj dokumentiranih visoko srednjeveških skriptorijev, je razvil »hišni slog« v prvi polovici dvanajstega stoletja, ki se je širil vzporedno s cistercijanskim redom po Burgundiji in zunaj nje. Leta 1134 je cistercijanski red določil, da so morali menihi v skriptoriju molčati, kot bi morali v križnem hodniku. Vendar pa obstajajo dokazi, da so v poznem 13. stoletju omogočali nekaterim menihom opravljati pisanje v majhni celici, »ki ne bi mogla ... vsebovati več kot eno osebo«. Te celice so imenovali skriptoriji zaradi kopiranja v njih, čeprav to ni bila njihova primarna funkcija.

### Kartuzijanski skriptorij
Kartuzijani pogled na kopiranje verskih besedil je bil kot njihovo misijonsko delo za veliko Cerkev; stroga osamljenost kartuzijanskega reda je zahtevala, da se ročno delo menihov izvaja v okviru njihovih posameznih celic, tako se je veliko menihov ukvarjalo s transkripcijo besedil. V resnici je bila vsaka celica opremljena kot soba za kopiranje, s pergamentom, peresi, črnilom in ravnilom. Guigues du Pin ali Guigo, arhitekt odredbe je opozoril, da »naj bratje skrbijo za knjige, ki jih prejmejo iz omare, da jih ne umažejo z dimom ali drugo umazanijo, knjige so tako rekoč večna hrana naše duše; želimo da se jih najbolj skrbno hrani in najbolj zavzeto izdeluje«. 

## Skriptorij v samostanskih pravilih

### Pravila Saint Ferréola
Meniško življenje v srednjem veku je bilo strogo osredotočeno na molitve in ročna dela. V zgodnjem srednjem veku je bilo veliko poskusov, da bi določili organizacijo in rutinsko delo  meniškega življenja. Montalembert navaja en tak dokument iz šestega stoletja, Pravila Saint Ferreola, kot predpis, da »kdor ne preorje zemlje s plugom, bi moral popisati pergament s prsti«, kar pomeni, da je bilo delo pismoukov primerljivo z naporom kmetijstva in drugim zunanjim delom. Drug primer Montalemberta je pisarjev zapis, ki pravi: »Kdor ne ve, kako pisati,  si domišlja, da to ni delo, vendar pa ti prsti držijo ne samo pero ampak celotno utrujeno telo«. 

### KasiodorovInstitut
Čeprav še ni bilo samostanskih pravil, je Kasiodor napisal svoje Institute kot učni vodnik za menihe v Vivariju, samostanu, ki ga je ustanovil na ozemlju svoje družine v južni Italiji. Klasično izobražen rimski spreobrnjenec Kasiodor je obširno pisal o pisarjevih opravilih. Opozarja na pretirano prizadevne pismouke, da preverijo svoje kopije s starodavnimi, zanesljivimi primerki in pazijo, da ne bi spremenili besed v svetih spisih zaradi slovničnih ali slogovnih napak. Izjavil je, da »je vsako Gospodovo delo, ki ga je pisar napisal,  rana, povzročena Satanu« in da »z branjem božanskega pisanja koristno bistri svoj um in s kopiranjem Gospodovih zapovedi jih razširja daleč naokoli«. Pomembno je omeniti, da je Kasiodor vključil klasične tekste o starem Rimu in Grčiji v samostanske knjižnice. To je bilo verjetno posledica njegove vzgoje, a je bilo kljub temu nenavadno za samostan tistega časa. Ko so njegovi menihi kopirali ta besedila, jih je Kasiodor spodbujal k spremembi besedila tako slovnico kot slog.

### Pravila Sv. Benedikta
Bolj znana samostanska razprava iz 7. stoletja so pravila svetega Benetikta Nursijskega, ki ne omenjajo dela transkripcije po imenu, čeprav je njegova institucija, samostan Montecassino, razvil enega izmed najbolj vplivnih skriptorijev v 11. stoletju, ki je proslavil opatijo kot »največje središče proizvodnje knjig v južni Italiji v visokem srednjem veku«. Tukaj se je razvila in izpopolnila značilna beneventanska pisava »Cassinese« pod opatom Desideriusom.
Pravila svetega Benedikta izrecno zahtevajo od menihov, da imajo dostop do knjig v času dveh ur obveznega dnevnega branja in v postnem času, ko je moral vsak menih prebrati knjigo v celoti. Tako je imel vsak samostan lastno obsežno zbirko knjig, ki se je nahajala bodisi v armariumu (knjižni skrinji) ali bolj tradicionalni knjižnici. Vendar je bil v srednjem veku edini način, da pridobijo večjo količino knjig, kopiranje knjig, v praksi pa je to pomenilo, da je moral samostan imeti način za prepis besedil. Alternativni prevod Benediktovih strogih navodil za molilnice kot prostora za tiho, spoštljivo molitev dejansko namiguje na obstoj skriptorija. V 52. poglavju pravil Benedikt svari: »Naj bo molilnica to, kar je ne pustite, da se dela ali hrani kaj drugega«. Vendar se beseda condatur prevaja kot  shranjevanje in sestavljanje ali pisanje, tako ostane vprašanje namere Benedikta za proizvodnjo rokopisov dvoumna. Zgodnji komentarji na benediktinska pravila opisujejo delo prepisovanja kot skupno delo skupnosti, zato je možno tudi to, da Benedikt ni omenil skriptorija po imenu, ker je bila to sestavna vloga samostana.

### TrithemiusovaHvalnica pisarjem
Opat Johannes Trithemius iz Sponheima je leta 1492 napisal pismo, De laude Scriptorum (Hvalnica pisarjem), za Gerlacha, opata Deutza, za opis utemeljenosti kopiranja besedil. Trithemius trdi, da je kopiranje besedil osrednji model meniškega izobraževanja z utemeljitvijo, da je prepis omogočal menihu globlje premišljevanje in popolnejše razumevanje besedila. Med razlogi za prepisovanje rokopisov navaja  zgodovinski precedens starodavnih pisarjev in nadvlada prepisovanja nad drugimi ročnimi deli. Omenjeni zapisi so še posebej pomembni, ker so bili napisani po tem, ko so natisnjeni papirji postali popularni. Trithemius obravnava konkurenčno tehnologijo na sledeči način: »Natisnjena knjiga je narejena iz papirja in kot papir bo hitro izginila. Ampak pisarjevo delo s pergamentom zagotavlja trajen spomin zase in za svoje besedilo«. Trithemius prav tako meni, da je obstajajo dela, ki se ne tiskajo, ampak jih je vredno kopirati. 

## Vloga knjig in prepisov v meniškem življenju
Pisarji so pogosto preživeli celo življenje v slabo osvetljenem skriptoriju. Pisanje rokopisov je težaven proces, ki bi lahko ogrozil posameznikovo zdravje. Ena od pritožb iz desetega stoletja pravi:
»Poskusite samo to narediti sami, pa boste izvedeli, kako naporno je delo pisarjev. To zamegli oči, naredi tvoj hrbet boleč in stiska vaš prsni koš in trebuh skupaj. To je strašna preizkušnja za celotno telo«.
Vodja meniškega skriptorija je bil armarius (»oskrbnik«), ki je pisarjem priskrbel material in nadziral proces kopiranja. Vendar pa je imel armarius tudi druge naloge. Na začetku je bil armarius odgovoren za to, da so vsi menihi prejeli v branje knjige, vendar je imel tudi možnost, da zavrne dostop do določene knjige. Z 10. stoletjem je armarius dobil posebne liturgične naloge, vključno s petjem osmih responzorijev, držanjem luči med opatovim branjem in potrjevanjem besedil, ki so se brala na glas v cerkvi, kapitlju in refektoriju.
Medtem ko je služil kot armarius v Vivariju v letih 540-548, je Kasiodor napisal komentar na psalme z naslovom Expositio Psalmorum, kot uvod v psalme za posameznike, ki želijo vstopiti v samostansko skupnost. Delo je imelo širok vpliv zunaj Kasiodorovega samostana kot subjekt samostanskega študija in refleksije. V svoji primerjavi sodobne in srednjeveške študije James J. O'Donnell opisuje meniško študijo na ta način:
»Vsak psalm bi bilo treba recitirati vsaj enkrat na teden skozi celotno študijsko obdobje. Po drugi strani pa bilo trebaa vsak posamezen psalm brati počasi skozi molitvijo, nato pa iti skozi besedilo na eni strani in komentar na drugi strani; proces študija se mora nadaljevati do takrat, ko študent absorbira skoraj vse, kar je zapisano v komentarju, in spominsko poveže to s posameznimi verzi svetih spisov, tako da se ob recitirajo celotna Kasiodorjeva učenost dvigne v podporo vsebini svetega besedila.«
Na ta način so menihi v srednjem veku intimno spoznali in doživljali besedila, ki so jih kopirali. Dejanje prepisa je postalo dejanje meditacije in molitve, ne le preprosta replikacija črk.

## Proizvodni postopki
Pred začetkom prepisovanja knjige je bilo treba s pogodbo določiti izvajalce in načrtovanje knjige ter se deloma dogovoriti tudi za zelo drage potrošne materiale (na primer zlato, pigmente itd).
Osnova za pisanje je bila razrezana na velikost dvojne strani in skriptor - pisar, ki je bil običajno menih, je narisal črto, ki je označevala pisanje in s tem določil višino vrstice ter določene omejitve vrstic. Porazdelitev besedila na strani so izračunali in določili z zahtevanim številom. Potem je pisar pričel z dejanskim pisanjem, vendar je izpustil sijajne začetne črke ali jih samo naznačil. Pri velikih naročil je sodelovalo več pisarjev, ki so delali vzporedno na različnih delih besedila ali ustreznega odlomka sli so glasno narekovali in več pisarjem tako, da je nastalo večje število izvodov.
Ko je bil glavni tekst končan, so izdelali začetne črke in druge poudarke, kar je bilo delo rubrikatorja. Rubrikacija je bil eden od številnih korakov v srednjeveškem procesu pisanja rokopisov. Rubrikatorji so bili specializirani pisarji, ki so dobili besedilo od prvotnega pisarja in ga dopolnili z dodatnim besedilom z rdečim črnilom za poudarek. Izraz rubrikacija prihaja iz latinske besede rubrico – v »rdeči barvi«.
Barva na mejah in na drugi strani iluminacije je bila takrat predmet ilustratorjev. Pisar in rubrikator sta bila pogosto ena in ista oseba, medtem ko je bila kombinacija pisarja in ilustratorja veliko redkejša. V večini so bili ilustratorji specializirani obrtniki.
Končni rokopisi so unikatni primeri, ki se hranijo v obliki zvitkov (v pozni antiki) ali kodeksov (od 5. stoletja naprej) v arhivih in knjižnicah. Kodeksi so bili izdelani v knjigoveznicah. Večinoma so združili 4-5 dvojnih strani v eno plast (Quaternio, Quinio) in zvezali posamezne plasti v knjižni blok. Zaščitni pokrov je bil pogosto izdelan iz tankih lesenih desk, iz reliefnega usnja (prevlečen z železnimi linijami, v času gotike s ploščo in/ali valjčnim žigom) ali kasneje tudi v pergament, pogosto so bile opremljene s knjižnim zapiralom in okovjem. Zapleteno oblikovane so bile predvsem liturgične knjige, saj so imele vezavo iz plemenitih kovin (srebro, pozlačen baker, emajl, slonovina, dragi in poldragi kamni, svila, brokat) in so predstavljale mojstrovine zlatarske in knjigoveške umetnosti.

## Material
Pisali so s prirezanimi peresi iz ptičjega perja, zlasti gosjega in različnimi črnili. Med najpogostejšimi sestavinami za črnila so bile: 
- hrastova šiška z dodatkom železovega sulfata
- trnje in jagode črnega trna
- saje

Najprej so pisali na papirus, ki pa ni bil primeren za obojestransko pisanje. Poznoantični in srednjeveški rokopisi so bili napisani na pergament, ki je bil veliko bolj trpežen in tudi večkrat zapisljiv. Proti koncu 14. stoletja so nato v veliki meri uporabljali papir.